# Redkowice (gromada)
Redkowice – dawna gromada, czyli najmniejsza jednostka podziału terytorialnego Polskiej Rzeczypospolitej Ludowej w latach 1954–1972.
Gromady, z gromadzkimi radami narodowymi (GRN) jako organami władzy najniższego stopnia na wsi, funkcjonowały od reformy reorganizującej administrację wiejską przeprowadzonej jesienią 1954 do momentu ich zniesienia z dniem 1 stycznia 1973, tym samym wypierając organizację gminną w latach 1954–1972.
Gromadę Redkowice z siedzibą GRN w Redkowicach utworzono – jako jedną z 8759 gromad na obszarze Polski – w powiecie lęborskim w woj. gdańskim na mocy uchwały nr 20/III/54 WRN w Gdańsku z dnia 5 października 1954. W skład jednostki weszły obszary dotychczasowych gromad Redkowice, Chocielewko i Niebędzino ze zniesionej gminy Nowa Wieś Lęborska, a także obszar dotychczasowej gromady Janowiczki oraz miejscowości Glinki Janowickie, Janowice i Pogorszewko z południowej części dotychczasowej gromady Janowice ze zniesionej gminy Łebień w tymże powiecie. Dla gromady ustalono 13 członków gromadzkiej rady narodowej.
1 stycznia 1958 z gromady Redkowice wyłączono miejscowości Janowice i Glinki Janowickie, włączając je do gromady Garczegorze w tymże powiecie, po czym gromadę Redkowice zniesiono, a jej (pozostały) obszar włączono do  gromady Nowa Wieś Lęborska w tymże powiecie.